# Сивдарма
Си́вдарма (рос. Сывдарма) — село у складі Пурівського району Ямало-Ненецького автономного округу Тюменської області, Росія. Входить до складу Пуровського сільського поселення.
Населення — 370 осіб (2010, 577 у 2002).
Національний склад станом на 2002 рік: росіяни — 73 %.